# La Vecilla
La Vecilla ist eine Gemeinde mit 378 Einwohnern (Stand: 2024) im nordwestlichen Zentral-Spanien in der Provinz León in der Autonomen Gemeinschaft Kastilien-León. Valdelugueros besteht neben dem gleichnamigen Hauptort La Vecilla aus den Ortsteilen Campohermoso, La Cándana de Curueño und Sopeña de Curueño.

## Geografie
La Vecilla liegt im Tal des Río Curueño etwa 38 Kilometer nordnordöstlich von León in einer Höhe von ca. 1005 m.

## Bevölkerungsentwicklung
| Jahr        | 1900 | 1950 | 1970 | 1981 | 1991 | 2001 | 2011 | 2021 |
| ----------- | ---- | ---- | ---- | ---- | ---- | ---- | ---- | ---- |
| Einwohner   | 960  | 1127 | 789  | 575  | 502  | 448  | 417  | 411  |
| Quelle: INE |      |      |      |      |      |      |      |      |

## Sehenswürdigkeiten
- Kirche Mariä Himmelfahrt

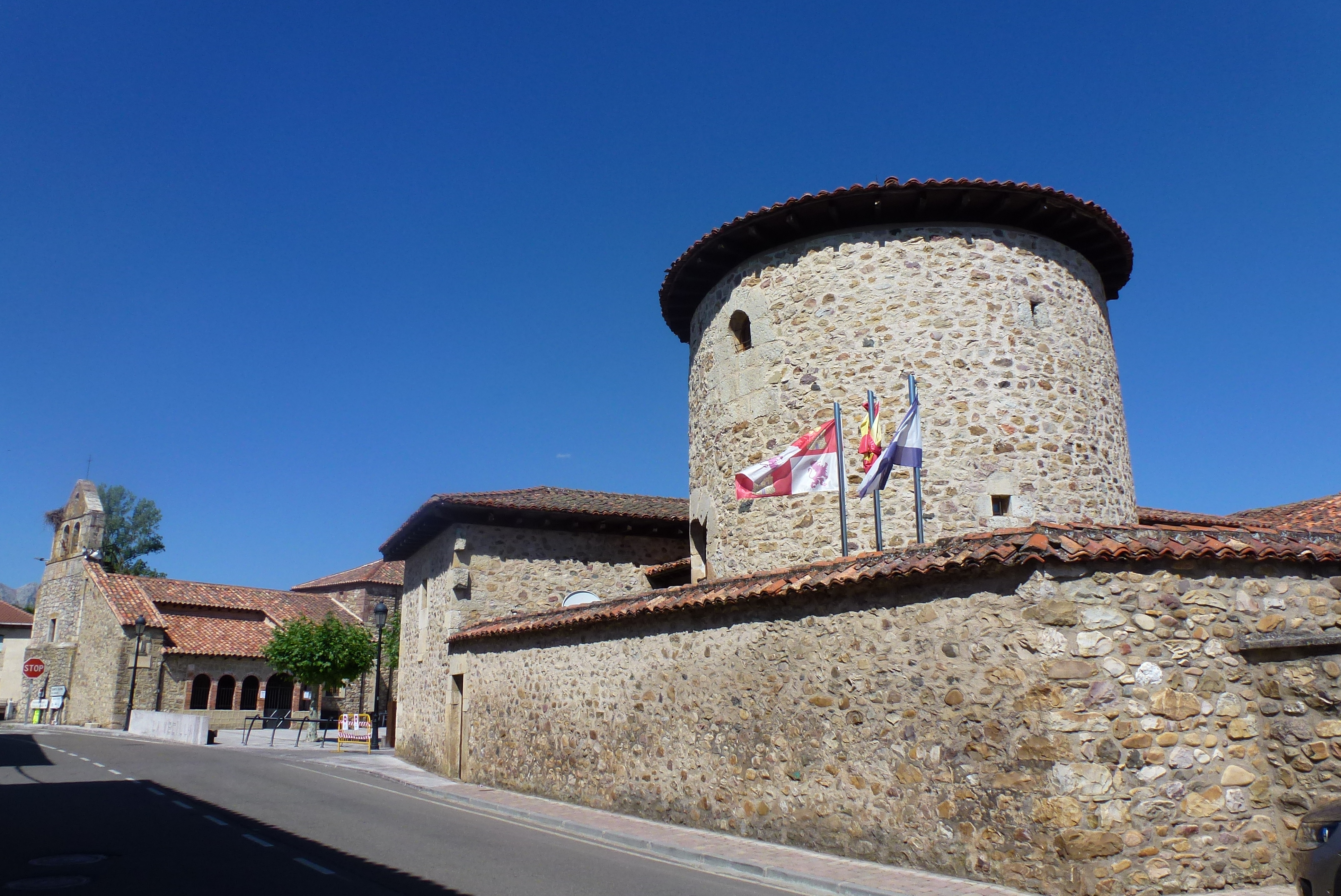
Turm mit dem heutigen Rathaus